# 岸岡智樹
岸岡 智樹（きしおか ともき、1997年9月22日 - ）は、ジャパンラグビーリーグワンクボタスピアーズ船橋・東京ベイに所属するラグビー選手。

## プロフィール
- 大阪府枚方市出身[1]。
- ポジションはスタンドオフ(SO)。
- 身長 173 cm、体重 85 kg
- ジュニア・ジャパンに選ばれたことがある[2]。
- U20日本代表に選ばれたことがある[3]。

## 略歴
小学5年生からラグビーを始めた。
2016年、東海大仰星高校卒業後、早稲田大学に入る。なお東海大仰星高校時代、高校日本代表に選ばれたことがある。
2020年、早稲田大学教育学部数学科の卒業後、クボタスピアーズ(現・クボタスピアーズ船橋・東京ベイ)に加入。
2021年2月20日にジャパンラグビートップリーグ第1節宗像サニックスブルース戦に途中出場で公式戦初出場を果たす。

## エピソード
2021年から地域格差の是正のために自身で「岸岡智樹のラグビー教室」としてオフにラグビー教室を開いて全国各地を回っている。